# 기지츠코

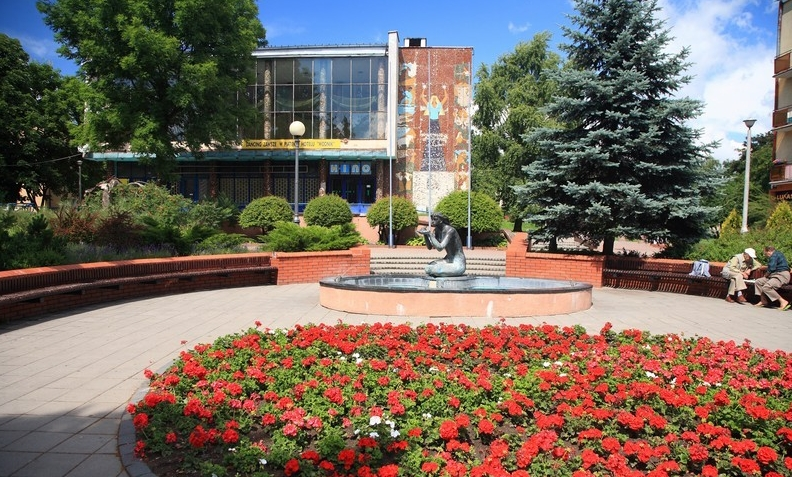
기지츠코

기지츠코(폴란드어: Giżycko)는 폴란드 북동부 바르미아마주리주의 도시이다. 면적은 13.87km2이며, 고도는 116~142m이다. 인구는 29,667명(2006년)이고, 인구 밀도는 2,138.9명/km2이다.

## 자매 도시
- 우크라이나 두브노
- 독일 케르푸르트
- 독일 노이뮌스터
- 덴마크 실케보르
- 리투아니아 트라카이
- 폴란드 스타라호비체